# Bangourain
Bangourain est une commune du Cameroun située dans le département du Noun dans la région de l'Ouest.

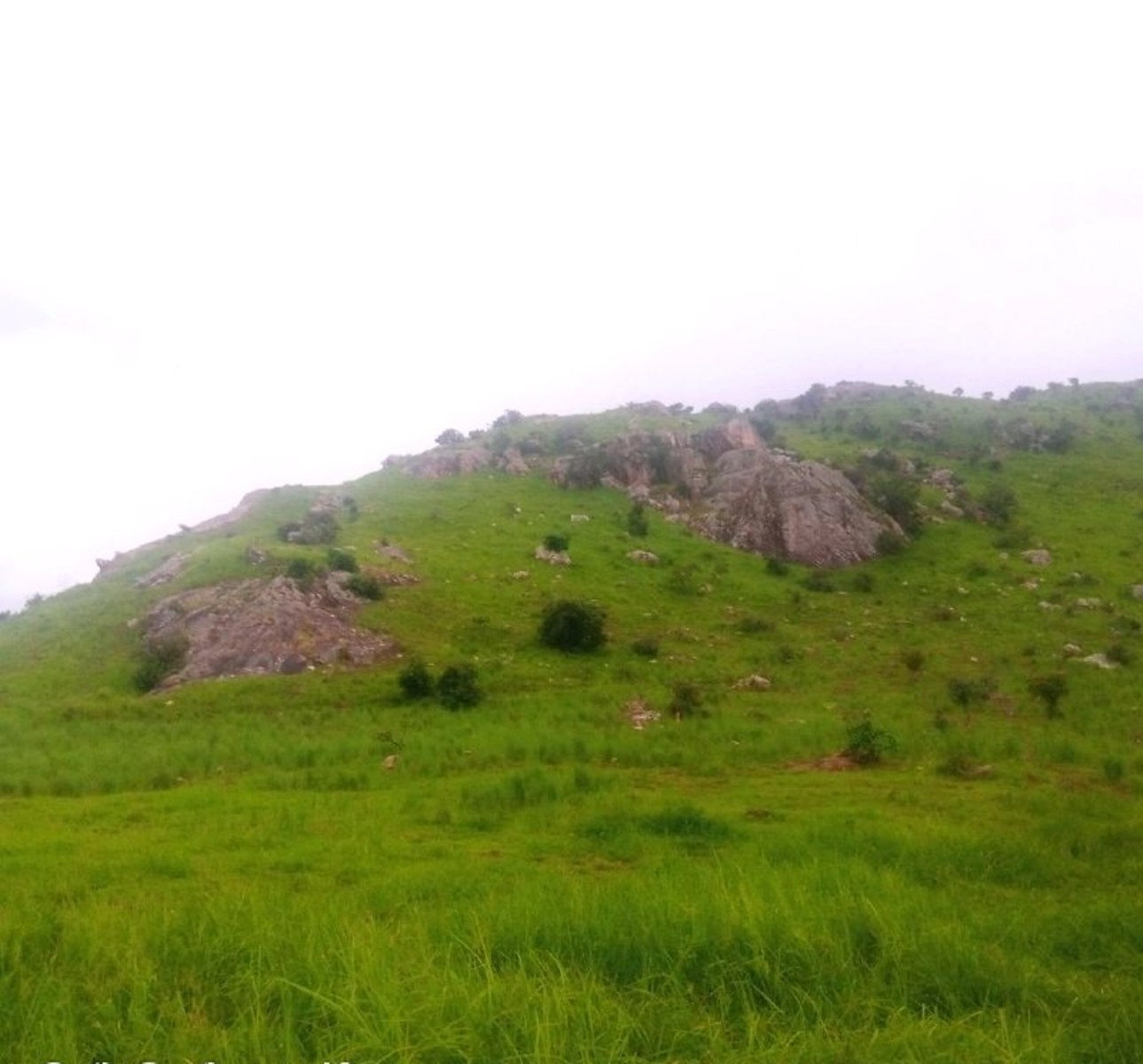
Massif rocailleux verdoyant - Bangourain (Ouest Cameroun)

## Géographie
La localité de Bangourain est située au pied du Kwenfou (1 306 m) à proximité des rives du lac Bamendjing sur la route provinciale P20 à 44 km au nord-ouest du chef-lieu départemental Foumban. La commune s'étend sur le Mont Mbam (2 335 m). Le lac de retenue de Bamendjing créé en 1974, baigne les confins sud-ouest du territoire communal.
| Babessi   | Jakiri     | Mbven   |
| Ndop      | Bangourain | Njimom  |
| Kouoptamo | Koutaba    | Foumban |

## Histoire
La commune est créée le 23 septembre 1993 à la suite d'une restructuration de la commune rurale de Foumban. Elle regroupe huit chefferies.

## Population
Lors du recensement de 2005, la commune comptait 30 877 habitants, dont 14 582 pour Bangourain Ville.

## Organisation
La commune de Bangourain comprend les quartiers et villages suivants :

### Bangourain Ville
- Nkoutoupit
- Nchoutpah
- Ngoundouom
- Menkefuh
- Njiloum
- Njintout
- Ngarap
- Ngwenfongué
- Marap
- Rapdinga
- Nkantain
- Njimbain
- Ngwenfon
- Matam
- Maroumgoué
- Ndoufen
- Njimbouh
- Njipagha
- Petouon
- Manki
- Koupouokam l
- Koupouokam ll

### Autres villages
- Bangambi
- Kouhouat
- Koumbam
- Koumengba
- Koupoukam
- Kourom